# روزی روزگاری (مجموعه تلویزیونی ایرانی)
روزی روزگاری مجموعه‌ای تلویزیونی به کارگردانی و نویسندگی امرالله احمدجو است که در ۱۳۷۰–۱۳۷۱ از شبکه یک تلویزیون ایران پخش شده است. نام اولیهٔ این سریال «تولد یک مرد» بود.
روزی روزگاری در زمان پخش خود با موفقیت روبرو شد و پربیننده‌ترین اثر آن زمان تلویزیون بود و تحسین منتقدان را هم برانگیخت روزی روزگاری تبدیل به یک اثر ماندگار و نوستالژیک برای بینندگان تلویزیون شده و از آن به عنوان یکی از بهترین سریال‌های تاریخ تلویزیون یاد می‌کنند، موفقیت این سریال باعث شد امرالله احمدجو ده سال بعد سریال تاریخی دیگر به نام تفنگ سرپر را بسازد و در سال ۹۱ هم پشت کوه‌های بلند که به نوعی تداعی‌کننده روزی روزگاری بود را برای آنتن شبکه سه ساخت که البته این دو اثر نتوانستند به موفقیت روزی روزگاری دست پیدا کنند.

## داستان
داستان راهزنی معروف به نام مرادبیگ است که طی نزاعی با گروه راهزن دیگری که سردسته آن فردی به نام حسام بیگ است مجروح شده و توسط خانواده روستایی از مرگ نجات پیدا کرده و طی زندگی با این روستاییان تحولاتی عمیق در زندگی او رخ می‌دهد. رفته رفته در طول داستان متحول و به فردی صالح تبدیل می‌شود. روزی روزگاری در واقع داستان کمال یافتن انسانی است. امرالله احمدجو که خود این شیوه زیست را تجربه کرده، صحنه‌ها و اکشن‌ها را بسیار طبیعی طراحی کرده است. این سریال تاکنون چندین بار از شبکه آی‌فیلم بازپخش شده است.

## بازیگران
| بازیگر            | نقش                          | صدا پیشه                                |
| ----------------- | ---------------------------- | --------------------------------------- |
| خسرو شکیبایی      | مراد بیگ                     | خسرو شکیبایی                            |
| محمود پاک‌نیت      | حسام بیگ                     | محمود پاک‌نیت                            |
| ژاله علو          | خاله لیلا                    | ژاله علو                                |
| جمشید لایق        | قلی‌خان                       | ایرج رضایی                              |
| محمد فیلی         | نسیم بیگ، بسیم بیگ           | نسیم: خسرو شکیبایی؛ بسیم: محمد فیلی     |
| حسین پناهی        | جوانی گل‌آقا                  | حسین پناهی                              |
| شهره سلطانی       | معصومه                       | مینو غزنوی                              |
| محمود جعفری       | شعبان                        | اصغر افضلی                              |
| گوهر خیراندیش     | نرگس                         | گوهر خیراندیش                           |
| پرویز پورحسینی    | قدرت، رستم                   | قدرت: پرویز پورحسینی، رستم: حسین عرفانی |
| جمشید اسماعیل‌خانی | نایب                         | جمشید اسماعیل‌خانی                       |
| بهروز مسروری      | صفر بیگ                      | حسین معمارزاده                          |
| منوچهر حامدی      | بازرگان                      | عطاءالله کاملی                          |
| صدرالدین حجازی    | مخور                         | خسرو شایگان                             |
| امیر وطن‌زاد       | غلام بیگ                     | حسین عرفانی                             |
| ایمان ساجدی       | سعدل بیگ                     | ولی‌الله مؤمنی                           |
| مهدی وثوقی‌راد     | آدم                          | منوچهر والی‌زاده                         |
| محمدرضا حقگو      | نصرت خالد آبادی              | محمدعلی دیباج                           |
| پرویز شاهین‌خو     | کل حسین                      | جواد پزشکیان                            |
| حسین خانی‌بیک      | رمضانعلی (رمضون گنگه)        |                                         |
| عبدالله محمدی     | نوجوانی گل‌آقا                | امیرمحمد صمصامی                         |
| پری کربلایی       | طلعت خالد آبادی              | آزیتا لاچینی                            |
| آتش تقی‌پور        | قزاق                         | آتش تقی‌پور                              |
| فاضل اجبوری       | برزو خان                     | ایرج دوستدار                            |
| انوشیروان ارجمند  | رفعت خان «خان خله»           | مازیار بازیاران                         |
| نصرت دستمردی      | عادل خان (فرمانده قشون قزاق) | خسرو شایگان                             |
| منصور فرنیا       | شکارچی (پوست‌کن)              | علی‌همت مومی‌وند                          |